# Лобанов Юрій Миколайович
Юрій Миколайович Лоба́нов (нар. 30 червня 1938, Харків — пом. 21 вересня 2005, Київ) — український художник, громадський діяч. Брат художника Володимира Лобанова.

## Біографія
Народився 30 червня 1938 року в місті Харкові (нині Україна). 1963 року закінчив Львівський інститут прикладного та декоративного мистецтва, де навчався зокрема у Тараса Порожняка, Івана Севери. Дипломна робота — декоративна кераміко-скульптурна група на тему героїки громадянської війни: «Дан приказ ему на Запад» (керівник Тарас Порожняк, оцінка — відмінно).
Упродовж 1964—1967 років очолював відділ технічної естетики Львівського проєктно-конструкторського технічного інституту; у 1967—1973 роках — Республіканське художньо-конструкторське бюро Української торговельної реклами у Києві; у 1973—1987 роках обіймав посаду головного художника об'єднання «Укрпромфарфор» та у 1987—1994 роках — посаду головного художника Художнього фонду Спілки художників України. З 1996 по 1998 рік працював головним спеціалістом експертно-митного відділу, а з 1998 року завідував лаболаторією народного мистецтва Українського центру культурних досліджень Міністерства культури і мистецтв України.
Жив у Києві, в будинку на вулиці Серафимовича, № 6, квартира № 128. Помер у Києві 21 вересня 2005 року.

## Творчість
Працював у галузях декоративно-ужитккового (порцеляна, фаянс) та монументально-декоративного мистецтв, графіки, живопису. Серед робіт:
декоративні. композиції
- триптих «Віддано наказ» (1963);
- «Цирк» (1979);
- «Рідний край» (1980);
- «Вечір» (1987);
- «Лаврські дзвони» (1989);

набори
- десертний «Весна-красна» (1974);
- для сніданку «Доброго ранку!» (1977);
- для чаю «Урочистий» (1977);
- для молока «Теплий вітерець» (1979);
- для молока «Чарівний птах» (1979);
- для кави «Весільний» (1980);

декоративні тарелі
- «Курочка Ряба» (1975);
- «Коник» (1975);
- «Риба» (1977);
- «Мир» (1979);
- «Синій букет» (1980);
- «Ранкова пташка» (1980);
- «Червень» (1980);
- «Серпень» (1980);
- «Полісся» (1980);
- «Сутінки» (1981);
- «Вечірнє вікно» (1982);
- «Весняна пташка» (1982);
- «Дари землі» (1984);

інша кераміка
- келихи «Ювілейні» (1975);
- декоративний пласт «Грай, грай, тальяночка» (1975);
- декоративна плакетка «Хто з мечем до нас прийде…» (1977).

графіка
- «Архістратиг» (2003);
- «Прийшла» (2003);
- «Вікна пам'яті» (2003);
- «Чекання» (2003);

живопис
- «Парк мого дитинства» (2003);
- «Ноктюрн» (2003);
- «Мавка» (2003).

Автор інтер'єрів
- Дарницького палацу одружень у Києві (1980);
- санаторію «Зоря» у смт Форосі  (1988);
- міської лікарні сіста Славутича (1990).

Брав участь в обласних, всеукраїнських, закордонних художніх виставках з 1975 року. Персональна виставка відбулася у Києві у 2003 році. Отримав дипломи 1-го (1981) та 2-го (1985) ступупенів Виставки досягнень народного господарства Української РСР. 
Деякі роботи зберігаються в Національному музеї українського народного декоративного мистецтва у Києві, Дніпровському, Запорізькому, Одеському, Херсонському художніх музеях, Чорноморському музеї художнього фарфору та кераміки.